# 新関東大学準硬式野球連盟
新関東大学準硬式野球連盟（しんかんとうだいがくじゅんこうしきやきゅうれんめい、英語表記はSHIN-KANTO JUNKO UNIVERSITY BASEBALL LEAGUE）とは、関東地方を所在地とした15校の大学の準硬式野球部で構成された3部制の大学野球リーグである。

## 沿革
1970年頃、新関東大学軟式野球連盟として発足。
1979年3月、関東地区大学軟式野球連盟への加盟が承認され、同時に全日本大学軟式野球連盟にも加盟。
1979年春、上部連盟への加盟後初めてのリーグ戦を10大学で開催。1戦総当たり形式。
1979年秋、2部制へ移行。1戦総当たり形式を維持。
1980年3月、春季リーグ戦のみ2戦総当たり形式に移行。以降、現在まで基本的には春2戦、秋1戦の総当たり形式を維持。
1980年8月、当連盟から全日本大学選抜準硬式野球大会へ出場した日本大学理工学部が準優勝を遂げる。
1980年9月、桜美林大学が加盟。
1981年3月、日本大学松戸歯学部が加盟。
1984年9月、北里衛生科学専門学校が脱退。
1985年3月、都留文科大学が加盟。
1988年2月、連盟旗・バッジを作成し、シンボルマークも制定。
2001年3月、前年に全日本連盟が組織・名称変更を行ったことに伴い、新関東大学準硬式野球連盟へと名称変更。
2007年8月、桜美林大学が当連盟所属校として初めて全日本大学準硬式野球選手権大会で優勝を遂げる。
2008年9月、桜美林大学が脱退。
2013年9月、横浜薬科大学が加盟。
2015年3月、東京大学医学部が脱退。

## 試合会場
基本的には加盟校所有のグラウンドを使用する。北里大学相模原キャンパス第1グラウンド野球場、日本社会事業大学竹丘キャンパスグラウンド、多摩美術大学八王子キャンパスグラウンドが使用頻度の高い会場として挙げられる。また、サーティーフォー相模原球場や俣野公園・横浜薬大スタジアム、あきる野市民球場などの公営球場を使用することもある。

## 運営方法

### 構成
加盟校数の関係から前シーズンの成績を基にした各部6校構成を基本に1部から3部まで分けたブロック運営を行っている。

### 対戦方法
各部共に春季と秋季にそれぞれリーグ戦を実施。春季は2戦総当たり、秋季は1戦総当たりを基本とする。
また各シーズン終了後に各部の間で入れ替え戦を実施する。1試合制で、勝利した側が次シーズンを上位リーグで戦う。なお、引き分けた場合は上位所属校が残留する。
コールドゲーム
- 5回以降10点差以上、7回以降7点差以上でコールドゲームが成立する。

### 順位決定方法
リーグ戦の順位は勝率により決定する。勝率に引き分けは算入しない。なお、平成28年秋季は勝利で3点、引き分けで1点の勝ち点制を採用した。
1部リーグに限り、必要に応じて優勝決定戦や最下位決定戦を行なう。
それ以外の場合は得失点差によって決定する。
決定戦での記録・成績はリーグ戦のチーム・個人の成績には含まれない。

## 歴代成績

### 歴代1部優勝校
| 昭和54年 | 春 | 芝浦工大     |
| 昭和54年 | 秋 | 芝浦工大     |
| 昭和55年 | 春 | 日大理工     |
| 昭和55年 | 秋 | 北里大       |
| 昭和56年 | 春 | 芝浦工大     |
| 昭和56年 | 秋 | 芝浦工大     |
| 昭和57年 | 春 | 日大理工     |
| 昭和57年 | 秋 | 芝浦工大     |
| 昭和58年 | 春 | 芝浦工大     |
| 昭和58年 | 秋 | 芝浦工大     |
| 昭和59年 | 春 | 桜美林大     |
| 昭和59年 | 秋 | 日大理工     |
| 昭和58年 | 春 | 日大理工     |
| 昭和58年 | 秋 | 桜美林大     |
| 昭和60年 | 春 | 日大理工     |
| 昭和60年 | 秋 | 桜美林大     |
| 昭和61年 | 春 | 日大理工     |
| 昭和61年 | 秋 | 北里大       |
| 昭和62年 | 春 | 桜美林大     |
| 昭和62年 | 秋 | 桜美林大     |
| 昭和63年 | 春 | 桜美林大     |
| 昭和63年 | 秋 | 桜美林大     |
| 平成元年 | 春 | 桜美林大     |
| 平成元年 | 秋 | 日大理工     |
| 平成2年  | 春 | 日大理工     |
| 平成2年  | 秋 | 都留文大     |
| 平成3年  | 春 | 桜美林大     |
| 平成3年  | 秋 | 桜美林大     |
| 平成4年  | 春 | 桜美林大     |
| 平成4年  | 秋 | 桜美林大     |
| 平成5年  | 春 | 桜美林大     |
| 平成5年  | 秋 | 日大理工     |
| 平成6年  | 春 | 桜美林大     |
| 平成6年  | 秋 | 日社大       |
| 平成7年  | 春 | 桜美林大     |
| 平成7年  | 秋 | 武蔵工大     |
| 平成8年  | 春 | 桜美林大     |
| 平成8年  | 秋 | 桜美林大     |
| 平成9年  | 春 | 桜美林大     |
| 平成9年  | 秋 | 桜美林大     |
| 平成10年 | 春 | 桜美林大     |
| 平成10年 | 秋 | 桜美林大     |
| 平成11年 | 春 | 桜美林大     |
| 平成11年 | 秋 | 桜美林大     |
| 平成12年 | 春 | 桜美林大     |
| 平成12年 | 秋 | 桜美林大     |
| 平成13年 | 春 | 桜美林大     |
| 平成13年 | 秋 | 桜美林大     |
| 平成14年 | 春 | 創価大       |
| 平成14年 | 秋 | 桜美林大     |
| 平成15年 | 春 | 桜美林大     |
| 平成15年 | 秋 | 桜美林大     |
| 平成16年 | 春 | 桜美林大     |
| 平成16年 | 秋 | 桜美林大     |
| 平成17年 | 春 | 桜美林大     |
| 平成17年 | 秋 | 桜美林大     |
| 平成18年 | 春 | 桜美林大     |
| 平成18年 | 秋 | 桜美林大     |
| 平成19年 | 春 | 桜美林大     |
| 平成19年 | 秋 | 桜美林大     |
| 平成20年 | 春 | 桜美林大     |
| 平成20年 | 秋 | 創価大       |
| 平成21年 | 春 | 都留文大     |
| 平成21年 | 秋 | 都留文大     |
| 平成22年 | 春 | 創価大       |
| 平成22年 | 秋 | 日大理工     |
| 平成23年 | 春 | 創価大       |
| 平成23年 | 秋 | 都市大       |
| 平成24年 | 春 | 創価大       |
| 平成24年 | 秋 | 都留文大     |
| 平成25年 | 春 | 日大理工     |
| 平成25年 | 秋 | 北里大       |
| 平成26年 | 春 | 国士大世田谷 |
| 平成26年 | 秋 | 創価大       |
| 平成27年 | 春 | 日大三崎町   |
| 平成27年 | 秋 | 日大三崎町   |
| 平成28年 | 春 | 日大三崎町   |
| 平成28年 | 秋 | 北里大       |

### 平成25年度以降の入れ替え戦成績
| シーズン   | 1部・2部入れ替え戦 | 1部・2部入れ替え戦 | 2部・3部入れ替え戦 | 2部・3部入れ替え戦 |
| シーズン   | 1部最下位          | 2部優勝            | 2部最下位          | 3部優勝            |
| ---------- | ------------------ | ------------------ | ------------------ | ------------------ |
| 平成25年春 | 芝浦工大●          | 国士大世田谷○      | 日社大○            | 埼玉医大●※1        |
| 平成25年秋 | 都市大●            | 日大法○            | 埼玉医大○          | 横浜薬大●          |
| 平成26年春 | 日大法○            | 芝浦工大●          | 埼玉医大○          | 東大医●            |
| 平成26年秋 | 都留文大○          | 昭和大●            | ※2                 | ※2                 |
| 平成27年春 | 北里大○            | 昭和大●            | 芝浦工大○          | 日社大●            |
| 平成27年秋 | 国士大世田谷●      | 昭和大○            | 埼玉医大●          | 星薬大○            |
| 平成28年春 | 昭和大●            | 国士大世田谷○      | 星薬大○            | 埼玉医大●          |
| 平成28年秋 | 日大理工○          | 都市大●            | 星薬大●            | 多摩美大○          |

※1　平成25年春の入れ替え戦で敗れた埼玉医大は、横浜薬大が加盟したことに伴って2部が5校から6校に増えるため、同年秋に昇格した。

※2　平成26年秋は3部優勝校の東京大学医学部が翌年度に連盟を脱退予定であることに伴って2部が6校から5校に減るため、2部最下位の日本社会事業大学が自動降格した。

## 加盟大学（2016年秋季リーグ戦）

### 1部リーグ
- 日本大学三崎町準硬式野球部
- 創価大学準硬式野球部
- 都留文科大学準硬式野球部
- 日本大学理工学部準硬式野球部
- 北里大学準硬式野球部
- 国士舘大学世田谷準硬式野球部

### 2部リーグ
- 昭和大学準硬式野球部
- 東京都市大学準硬式野球部
- 昭和薬科大学準硬式野球部
- 芝浦工業大学準硬式野球部
- 星薬科大学準硬式野球部

### 3部リーグ
- 埼玉医科大学準硬式野球部
- 多摩美術大学準硬式野球部
- 横浜薬科大学準硬式野球部
- 日本社会事業大学準硬式野球部